# Centrum Europejskie Uniwersytetu Warszawskiego
Centrum Europejskie Uniwersytetu Warszawskiego (CE UW) – samodzielna jednostka międzywydziałowa Uniwersytetu Warszawskiego, prowadząca działalność dydaktyczną z zakresu studiów europejskich, badania problemów związanych z integracją europejską, a także gromadząca i udostępniająca informację naukową i dokumentację związaną z europejskimi procesami integracyjnymi. Centrum posiada własny program wydawniczy w Warszawie, w tzw. Ośrodku Ksawerów przy al. Niepodległości 22.

## Historia
Centrum Europejskie UW powstało w roku 1990 na mocy uchwały Senatu UW z inicjatywy grupy profesorów z Wydziałów: Historii, Prawa i Ekonomii Uniwersytetu Warszawskiego, powołującej do życia Centrum Badań EWG i Studiów Europejskich, które przemianowano rok później w Centrum Europejskie.
Od roku 1991 decyzją Rady Europy przy Centrum Europejskim został ustanowiony Ośrodek Informacji i Dokumentacji Rady Europy, przekształcony następnie w Ośrodek Informacji Rady Europy. W sierpniu 2002 ośrodek ten uzyskał status samodzielnego przedstawicielstwa Rady Europy i funkcjonuje na terenie Centrum Europejskiego UW, jako Biuro Informacji Rady Europy, poza strukturą samego Uniwersytetu Warszawskiego.
W latach 1991–2005 zgodnie z porozumieniem zawartym z Komisją Europejską w Centrum Europejskim funkcjonował Ośrodek Informacji i Dokumentacji Wspólnot Europejskich, który w 2005 roku został przekształcony w Centrum Dokumentacji Europejskiej z siedzibą w bibliotece CE UW.

## Kierunki
Centrum Europejskie UW koordynuje i prowadzi międzywydziałowe studia europejskie na następujących kierunkach:
- stacjonarne (dzienne) pierwszego stopnia, europeistyka;
- niestacjonarne (wieczorowe) pierwszego stopnia, europeistyka;
- niestacjonarne (wieczorowe) pierwszego stopnia, stosunki międzynarodowe, specjalizacja integracja europejska;
- stacjonarne (dzienne) drugiego stopnia, europeistyka;
- niestacjonarne (wieczorowe) drugiego stopnia, europeistyka;
- uniwersyteckie europeistyczne studia trzeciego stopnia (podyplomowe) – internetowe.

## Pracownicy i wykładowcy (m. in.)
- Dariusz Milczarek
- Władysław Andrzej Czapliński
- Alojzy Nowak
- Tadeusz Cegielski
- Wojciech Sadurski
- Bogdan Góralczyk
- Jan Borkowski
- Wojciech Tygielski
- Zofia Sokolewicz